# 캐나다 요리

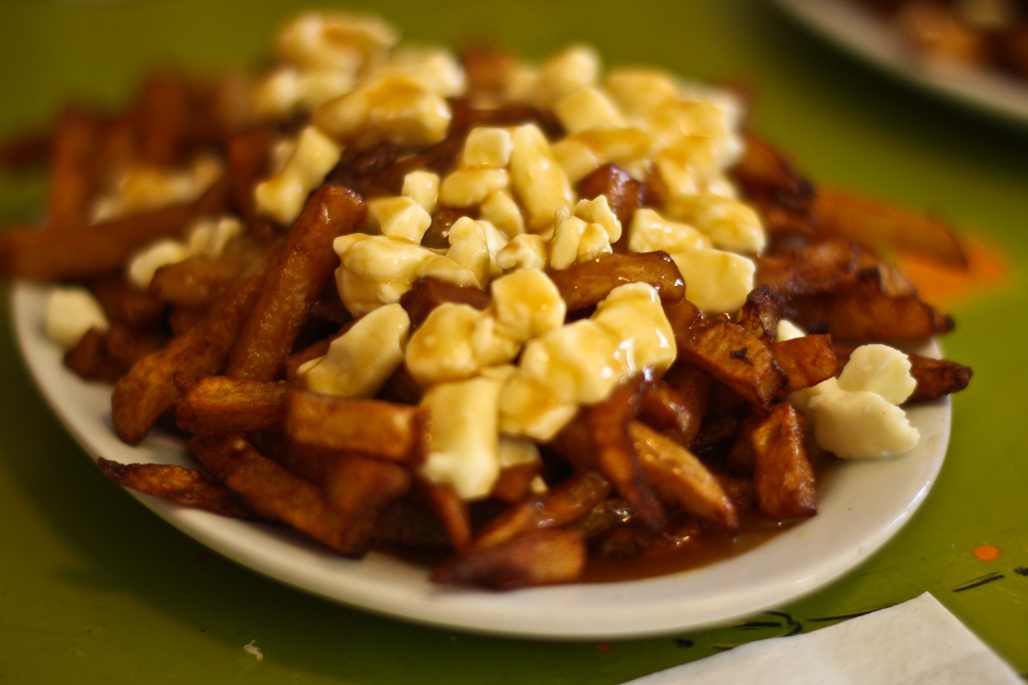
푸틴

캐나다 요리(Canada 料理, 영어: Canadian cuisine 커네이디언 퀴진[*], 프랑스어: cuisine canadienne 퀴진 카나디엔[*])는 북아메리카에 있는 캐나다의 요리이다. 지역마다 특성이 다양하다. 대개 영국식 캐나다 요리는 미국식과 영국식 요리와 아주 흡사한 반면 퀘벡과 프랑스어 사용 지역의 캐나다는 프랑스 요리의 특성을 상당 부분 지나고 있다. 서쪽 지방의 요리는 독일과 우크라이나, 폴란드, 스칸디나비아 식 풍습의 영향이 많이 나타난다.
두 요리 방식 모두 기본적으로 계절마다 요리가 다양하며 신선한 재료를 쓰는데 야생 가금류를 잡아서 먹고 음식을 구워서 먹는 방식도 많다.
캐나다-중국식 요리는 국가 전체에 널리 퍼져있는데 지방마다 다르다. 스칸디나비아식 요리와 일본식 요리법이 결합된 형식도 있다. 중국식 스뫼르고스보르드(smorgasbord)는 미국과 몇몇 캐나다 지역에서 발견된 요리이기는 하지만 밴쿠버에서 기원했다고 보는 것이 정설이다. 많은 스칸디나비아인들은 산림업에 종사했고 빈민촌에서 중국식 요리와 자신들의 요리를 함께 만들어 먹었다고 한다.
오늘날 많은 캐나다 사람들이 미국에는 흔치 않은 캐나다 고유의 독특한 요리를 개발하려고 노력 중이다. 하지만 보통 두 나라를 통틀어 북아메리카 요리로 취급하고 패스트 푸드 문화가 깊게 자리하고 있는 것은 명백한 사실이다.

## 요리
- 콩과 토스트: 빵을 잘게 자르거나 토스트 해서 콩을 같이 볶아서 먹는다.
- 야생 살구버섯, 바닷가재, 말불버섯 등
- 캐나다 베이컨 : 피밀 베이컨
- 대구 요리
- 베이글 - 몬트리올
- 치즈
- 플리퍼 파이(Flipper pie)
- 푸틴 - 감자 튀김에 소스와 치즈등을 올린 음식

캐나다의 음식
- 요리의 종류

이민자들의 구성이 다양한 캐나다는 요리에서도 그 색깔이 드러난다. 토론토나 몬트리올 등의 대도시에는 특히 많은 나라의 사람들이 모여 살기 때문에 각국의 음식을 정통으로 즐길 수 있다. 요리의 천국이라고 할 정도여서 프랑스 요리, 이탈리아 요리, 멕시코 요리, 그리스 요리 등은 물론이고 중국 요리에서부터 일본 요리, 베트남 요리, 한국요리 등 동양 요리도 풍부하게 만날 수 있다. 게다가 많은 국적의 요리들이 접한 콤비네이션 형식의 복합적인 요리들도 가끔 만날 수 있는 것도 캐나다 음식의 특징 중 하나다. 굳이 캐나다 요리라고 한다면 밴쿠버, 빅토리아, 핼리팩스 등 해안가에 위치한 도시에서 값싸고 맛있게 즐길 수 있는 연어나 가재 등의 해물 요리와 캘거리를 중심으로 한 앨버타 주의 대평원에서 많이 사육되는 양질의 소를 재료로 해서 만든 스테이크가 세계적으로 유명한 캐나다 요리이다. 그리고 카페테리아에서 자주 발견할 수 있는 것중의 하나가 콤보스타일의 메뉴. 한 쟁반에 자신이 선택한 음식을 한꺼번에 담아주는 형식으로 푸짐하고 싸게 즐길 수 있다. 주로 중국 요리나 멕시코 요리 등이 이런 형식이 많다.
캐나다인들이 즐기는 먹거리
어느 도시를 가든지 간에 이탈리아나 멕시코 요리가 많은 것이 특징인데, 이것은 그만큼 캐나다인들이 즐겨 먹고 좋아하기 때문이다. 또 하나 캐나다인들은 어디를 가나 간식 메뉴는 시저스 샐러드(Ceaser's Salad)로, 담백하게 만들어진 소스를 싱싱한 야채에 끼얹어 먹는다. 술은 독한 것보다는 주로 맥주나 와인을 많이 먹는데, 바나 펍에 가면 20~100여 종류의 맥주를 다양하게 즐긴다.

## 후식
- 블루베리, 새스커툰, 구즈베리, 새먼베리
- 단풍 잎 모양의 쿠키
- 단풍나무 시럽
- 피키 스터프(Figgy duff) - 뉴펀들런드 지역의 푸딩
- 플래퍼 파이(Flapper Pie) - 서부 캐나다 지방의 파이

## 음료
블러디 시저라고 가끔가다 부르는 시저라는 술은 보드카와 토마토 주스로 함께 만드는 칵테일이다. 시저는 1969년 알베르타, 칼가리 지역에서 "마르코스(Marco's)라는 레스토랑을 열 때 처음 생겼다고 한다.

## 거리음식
- 시시 타우크(Shish taouk) - 몬트리올
- 푸틴(Poutine) - 퀘벡과 온타리오 지방에서 만들어 먹는 프랑스 캐나다 식 패스트 푸드의 일종이다. 프렌치 프라이와 치즈, 육즙을 함께 넣어서 만드는 요리이다.

## 변화
근대를 지나 캐나다에서의 요리법은 아주 다양한 기원에 뿌리를 드고 있다. 이민 문화가 많고 다문화가 존재하기 때문에 그렇기도 하다. 그렇듯이 캐나다의 요리책에는 전 세계의 요리법을 담고 있다고 해도 과언이 아닐 정도로 다양한 음식이 있다.
캐나다 요리는 현대적 방법과 독특한 캐나다의 식 재료를 아우르는 요리 방식으로서 야생 블루베리나 삼림순록, 들소, 연어, 쌀, 단풍나무 시럽, 얼음 와인 등이 그런 경우에 해당한다.

## 같이 보기
- 북아메리카 요리